# Pāvā

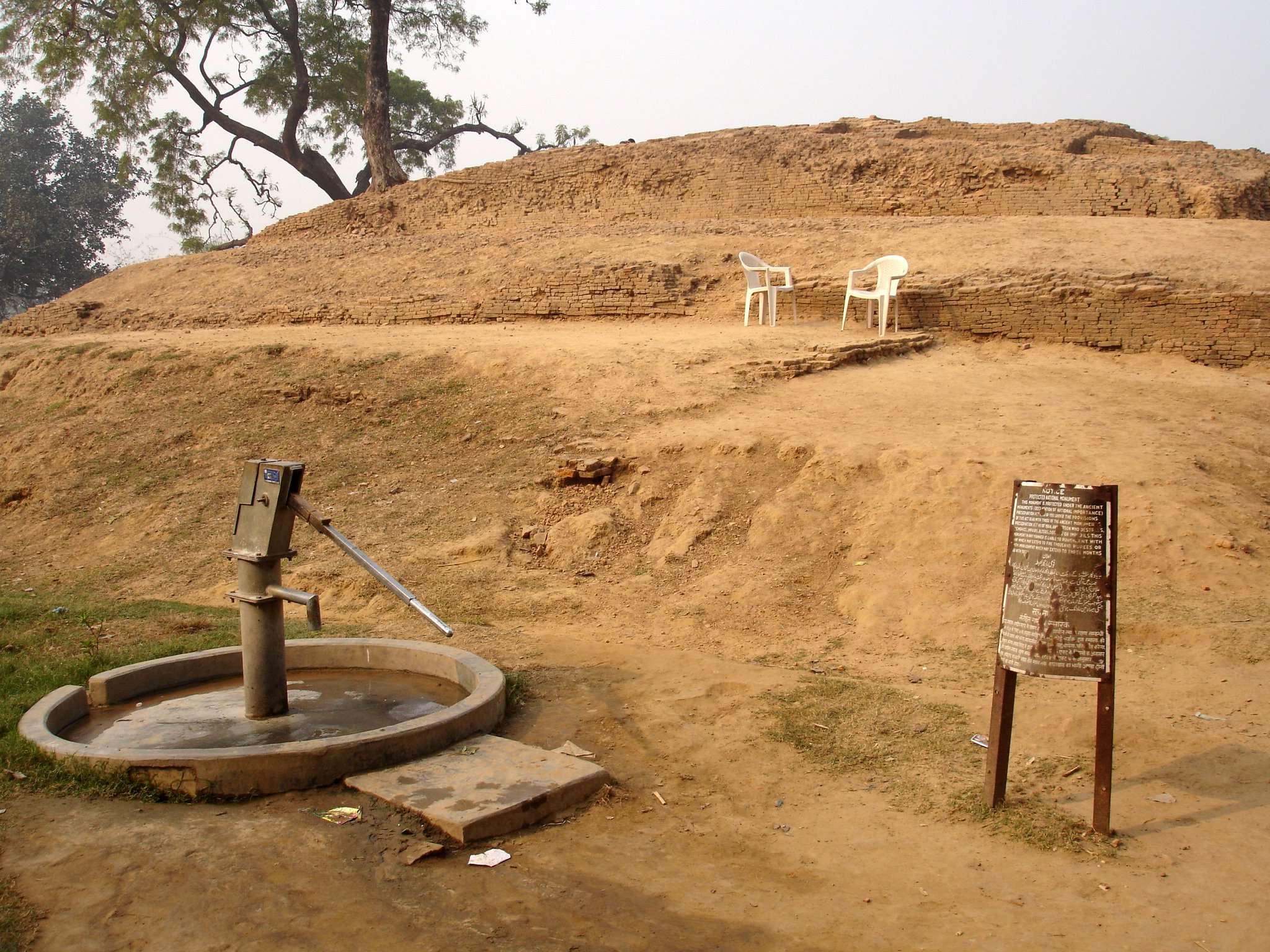
Uno stupa costruito nel luogo in cui si trovava la casa di Cunda, nel sito dell'antica Pāvā.

Pāvā (ora Padrauna) era una città dell'antica India, al tempo di Mahavira e Gautama Buddha. Era una città dei Malla che il Buddha visitò durante il suo ultimo viaggio, andando lì da Bhogagama e soggiornando nel boschetto di mango di Cunda. Pāvā si trova a circa 15 chilometri a est di Kushinagar nell'Uttar Pradesh, in India.
Cunda visse a Pāvā e invitò il Buddha a un pasto, che si rivelò l'ultimo. Fu in questa occasione che fu predicato il Cunda Sutta. Da Pāvā il Buddha si recò a Kushinagar, attraversando il fiume Kakkuttha lungo la strada
Secondo il Sangiti Sutta, al tempo in cui il Buddha si trovava a Pāvā, i Malla avevano appena completato la loro nuova sala Mote, Ubbhataka, e, su loro invito, il Buddha la consacrò prima occupandola e poi predicandoci. Dopo che il Buddha ebbe finito di parlare, Sariputta recitò il Sangiti Sutta ai monaci riuniti.
Pāvā era anche un centro del giainismo e, all'epoca sopra menzionata, Mahavira era appena morto a Pāvā e i suoi seguaci erano divisi da aspre dispute. Cunda Samanuddesa stava trascorrendo la sua stagione delle piogge a Pava, e riferì al Buddha, che era a Samagama, la notizia delle liti dei Nirgrantha.
Dopo la morte del Buddha, i Malla di Pāvā rivendicarono una quota delle sue reliquie. Il Bramino Dona soddisfece la loro richiesta e e venne eretto uno stupa sulle reliquie.